# Торре-де-Ровери
Торре-де-Ровери (итал. Torre de' Roveri) — коммуна в Италии, находится в регионе Ломбардия, в провинции Бергамо.
Население составляет 2030 человек (2008), плотность населения составляет 1015 чел./км². Занимает площадь 2 км². Почтовый индекс — 24060. Телефонный код — 035.
Покровителем коммуны почитается святой Иероним Стридонский, празднование 30 сентября.

## Демография
Динамика населения:

## Администрация коммуны
- Официальный сайт: http://www.comune.torrederoveri.bg.it